# چارلستون (میزوری)
چارلستون (به انگلیسی: Charleston) یک شهر در ایالات متحده آمریکا است که در شهرستان میسیسیپی، میزوری واقع شده‌است. چارلستون ۱۲٫۵۹ کیلومتر مربع مساحت و ۵٬۹۴۷ نفر جمعیت دارد و ۹۸ متر بالاتر از سطح دریا واقع شده‌است.